# Przegalina

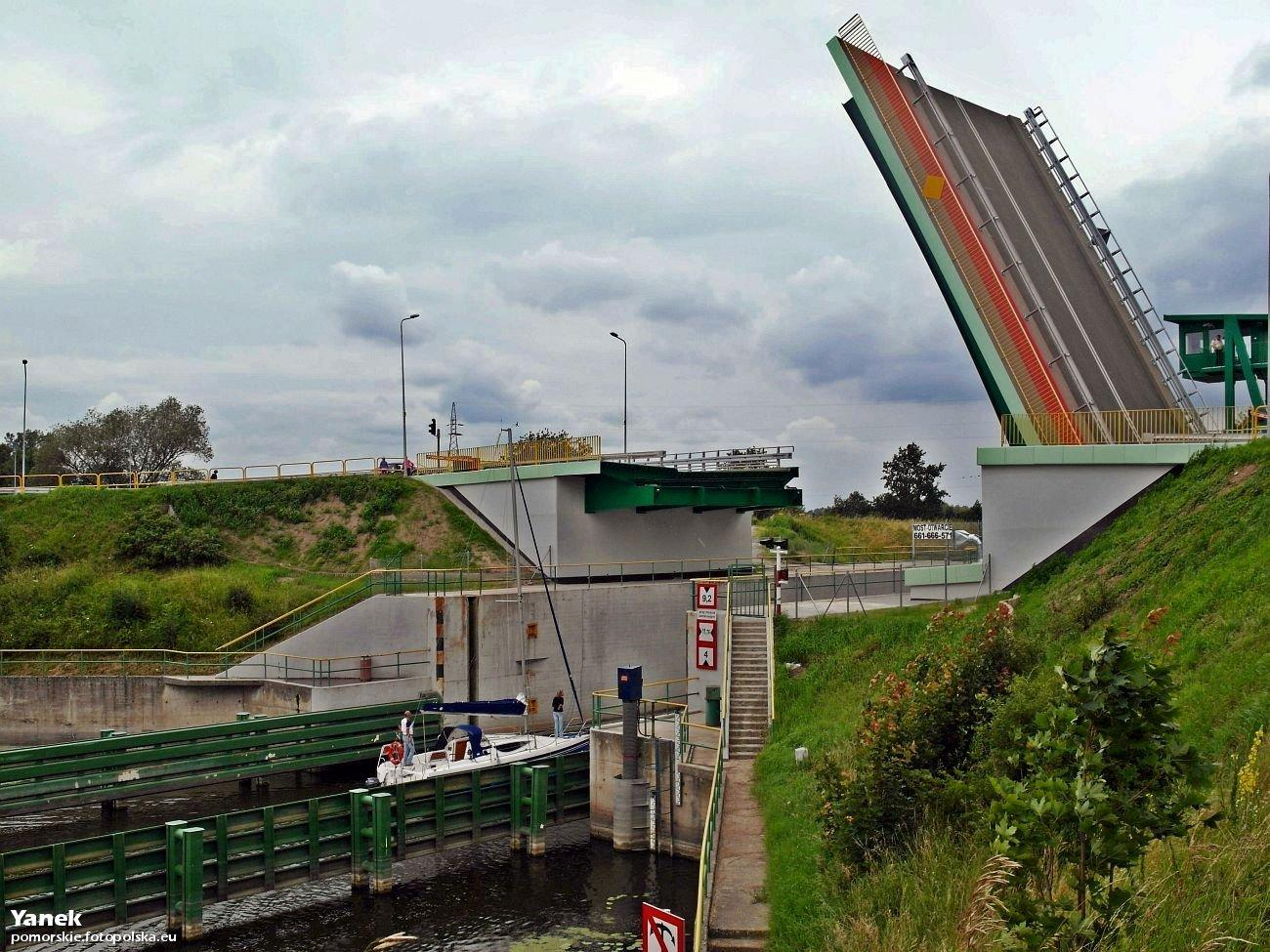
Przegalina

Przegalina (niem. Einlage, 1945 przejściowo Łożyska) – dawna osada rolno-rybacka w Gdańsku, w dzielnicy Wyspa Sobieszewska.

## Położenie
Przegalina leży na południowo-wschodnim krańcu wyspy, nad Martwą Wisłą i Przekopem Wisły. Jej granica częściowo pokrywa się z granicą miasta.
Wieś należąca do Mierzei Wiślanej terytorium miasta Gdańska położona była w drugiej połowie XVI wieku w województwie pomorskim. Przegalina została (wraz z całą Wyspą Sobieszewską) przyłączona w granice administracyjne miasta 1 stycznia 1973. Należy do okręgu historycznego Niziny. W budynku dawnej szkoły od l. 1990-1991 funkcjonuje Schronisko św. Brata Alberta dla bezdomnych.

## Obiekty hydrotechniczne
W Przegalinie znajduje się niewielki port rzeczny oraz śluza Przegalina.
Istnieje tutaj czynny drogowy most zwodzony.

## Śluza w Przegalinie
W skład obiektu wchodzą dwie mniejsze śluzy: 
- czynna Południowa, zbudowana w latach 1975-1982;
- nieczynna (od 1992) Północna, oddana do użytku w 1895.

## Transport i komunikacja
Połączenie z centrum miasta umożliwiają autobusy komunikacji miejskiej (linie nr 112 i N9). Dodatkowo w dni robocze istnieje połączenie z Sobieszewem przez Sobieszewską Pastwę (linia nr 512).

### Gdańska Kolej Dojazdowa
Przegalina leżała na trasie Żuławskiej Kolei Dojazdowej, zwaną na odcinku po lewej stronie Przekopu Wisły Gdańską Koleją Dojazdową. Trasa przebiegała z rejonu Bramy Żuławskiej w Gdańsku do przeprawy promowej w Świbnie.
W miejscowości był przystanek kolejowy Przegalina.